# 플레이얀

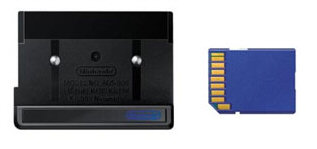
플레이얀 플레이어

플레이얀(PLAY-YAN)은 게임보이 어드밴스에서 사용할 수 있도록 개발된 미디어 플레이어이다. MP3 오디오 파일과 H.264/MPEG-4 AVC 비디오 파일을 재생할 수 있으며, SD 플래시 메모리를 사용한다. 13개의 보너스 미니 게임도 플레이할 수 있는데, 12개는 일본의 닌텐도 웹사이트에서 무료로 다운로드하여 이용할 수 있으며 하나는 일본의 클럽닌텐도 회원들만 제한적으로 이용할 수 있다.
게임보이 어드밴스 SP용으로 개발되었으며 닌텐도 DS와 게임보이 미크로와도 호환된다. 다만 전원 공급과 관련된 문제로 인하여 게임보이 어드밴스에서의 사용은 권장하지 않고 있다. 플레이얀의 판매는 2005년 9월 11일 중단되었다. 그로 이틀 후, 업그레이드된 플레이얀 미크로가 발매되었으며, MP4와 ASF 파일도 지원한다. 다만 기존의 플레이얀에서 할 수 있었던 미니게임들은 플레이얀 미크로에서는 즐길 수 없다.